# Aelurillus angularis
Aelurillus angularis är en spindelart som beskrevs av Prószynski 1999 [2000. Aelurillus angularis ingår i släktet Aelurillus och familjen hoppspindlar. Inga underarter finns listade i Catalogue of Life.